# Dawid Michailowitsch Tschischikow
Dawid Michailowitsch Tschischikow (russisch Давид Михайлович Чижиков; * 5. Novemberjul. / 17. November 1895greg. in Nowa Priluka, Rajon Lypowez; † 24. August 1974 in Moskau) war ein ukrainisch-russischer Metallurg und Hochschullehrer.

## Leben
Tschischikows Vater war Angestellter einer Zuckerfabrik in Turbiw. Tschischikow besuchte das Gymnasium in Schmerynka mit Abschluss 1915 und studierte dann an der Universität Kiew in der naturwissenschaftlichen Abteilung der physikalisch-mathematischen Fakultät. Während seiner Gymnasiums- und Universitätszeit verdiente er sich seinen Lebensunterhalt durch Privatunterricht. Im Ersten Weltkrieg wurde er 1916 eingezogen. Er diente in der Kaiserlich Russischen Armee bis zur Februarrevolution 1917 und kehrte dann an die Universität zurück. Nach der Oktoberrevolution meldete er sich im Mai 1919 zur Roten Armee, die ihn zum weiteren Studium an die Moskauer Bergakademie schickte. 1924 schloss er das Studium als Ingenieur-Metallurg für Buntmetalle und seltene Metalle ab.
Tschischikow arbeitete nun als Meister in der Moskauer Kupferelektrolysefabrik. 1926 wurde er Chef der metallurgischen Abteilung der Blei-Zink-Hütte in Wladikawkas. 1928 wurde er Senior-Ingenieur bei der Projektierung und dem Bau der Zinkhütte Konstantinowka im Donbas. Er wurde dann in die USA geschickt, um die dortige Buntmetallindustrie kennenzulernen. In Utah hielt er bei der American Chemical Society einen Vortrag über die Hydrometallurgie des Bleis.
1930 wirkte Tschischikow an der Organisation des Forschungsinstituts für Buntmetallurgie mit und wurde dessen erster Direktor. Im selben Jahr besuchte er Buntmetallhütten in Deutschland und den USA. 1932–1934 war er Vizevorsitzender und dann Vorsitzender des Wissenschaftlich-Technischen Rats der Hauptverwaltung für Buntmetalle und Gold.
1933–1941 lehrte Tschischikow am Moskauer Institut für Buntmetalle und Gold und wurde 1934 Professor des Lehrstuhls für Metallurgie der schweren Buntmetalle. Er gründete dann den Lehrstuhl für Blei, Zink und verwandte Metalle und leitete ihn. 1935–1936 war er Dekan der metallurgischen Fakultät. 1936 verteidigte er seine Dissertation, um 1937 zum Doktor der technischen Wissenschaften promoviert zu werden. 1939 wurde er zum Korrespondierenden Mitglied der Akademie der Wissenschaften der UdSSR (AN-SSSR, seit 1991 Russische Akademie der Wissenschaften (RAN)) gewählt. Im neuen Baikow-Institut für Metallurgie und Materialkunde (IMET) der AN-SSSR wurde er Leiter der Abteilung für Buntmetallurgie und Leiter des Laboratoriums für Buntmetalle und seltene Metalle.
Während des Deutsch-Sowjetischen Krieges war er mit dem IMET in Swerdlowsk evakuiert und entwickelte neue Prozesse für die Produktion rüstungswichtiger Materialien in den Werken des Urals (1941–1944). Auch arbeitete er in der Kommission für die Mobilisierung der Ressourcen des Urals mit.
Tschischikow war verheiratet mit Marija Moissejewna Umanskaja und hatte einen Sohn: Alexander Dawidowitsch Tschischikow (1946–1994).
Tschischikow wurde auf dem Jüdischen Friedhof Wostrjakowo begraben.

## Ehrungen, Preise
- Stalinpreis I. Klasse (1942), III. Klasse (1951)[2]
- Orden des Roten Banners der Arbeit (1945)
- Medaille „Für heldenmütige Arbeit im Großen Vaterländischen Krieg 1941–1945“ (1946)
- Ehrenzeichen der Sowjetunion (1951)
- Jubiläumsmedaille „Zum Gedenken an den 100. Geburtstag von Wladimir Iljitsch Lenin“ (1970)
- Orden der Oktoberrevolution (1971)